# Жемляре
Жемляре (словац. Žemliare) — село, громада округу Левіце, Нітранський край. Кадастрова площа громади — 4.43 км².
Населення 151 особа (станом на 31 грудня 2018 року).

## Історія
Жемляре згадуються 1075 року.

## Населення
| Рік:            | 1994. | 2004.    | 2014.   | 2024.   |
| --------------- | ----- | -------- | ------- | ------- |
| Кількість осіб: | 180   | 157      | 161     | 153     |
| Різниця:        |       | -12,77 % | +2,54 % | -4,96 % |

| Рік:            | 2023. | 2024.   |
| --------------- | ----- | ------- |
| Кількість осіб: | 152   | 153     |
| Різниця:        |       | +0,65 % |